# Carmen Mieza
Carmen Farrés Sirvent  (Barcelona, 1930 - 1976), conocida como Carmen Mieza, fue una escritora y editora española.

## Trayectoria
Nació en Barcelona en 1930. Su padre, químico, tuvo que exiliarse a México al término de la guerra civil española.   A finales de los años 50 comenzó a publicar cuentos en revistas y periódicos, siendo su primera novela Las barreras, que fue finalista del premio "Ciudad de Barcelona" en 1959 aunque no fue publicada.  Uno de sus cuentos ganó un premio de El Correo Catalán.
En 1962 Plaza y Janés publicó en su nueva colección "Selecciones Lengua Española" su novela La imposible canción. La novela trata sobre el exilio de españoles republicanos en México.  La novela, cuyo título alude a un poema de León Felipe, narra la vida en el exilio de cinco personajes que, tras veinte años, han debido adaptarse a la derrota y al desarraigo. No se centra únicamente en la generación exiliada, sino también en el impacto que esa experiencia tuvo en sus hijos, algunos de los cuales no logran entender el compromiso y la lucha de sus padres.
Consiguió el premio Urriza con Una mañana cualquiera en 1965. En ella se cuenta la historia de Pedro en su exilio forzado tras la guerra civil. Republicano convencido y fiel a sus ideales, se ve obligado a abandonar España cuando el conflicto termina. Dejando atrás todo lo que ha marcado su vida, parte rumbo a México, acompañado únicamente por su hija Ángela. Allí se casará con María pero ambas mujeres no se entenderán. Mieza construye una historia en la que, más allá de los numerosos hechos que se narran, resalta sobre todo la sensación de vacío existencial y la dificultad de continuar con la vida o de proyectarse hacia el futuro.
Fue cofundadora de Ediciones Marte, con Tomás Salvador, quien ejercía como director gerente, ella además trabajó como editora.  Contrajo matrimonio con Antonio Mieza, del que tomó el apellido para firmar sus obras.
Murió por un accidente en su propia casa en julio de 1975.
De manera póstuma, Ediciones Marte, publicó su obra La mujer del español (1977), un libro de entrevistas que había estado preparando durante años donde daba a conocer el pensamiento de destacadas mujeres de España en aquellos años.

## Reconocimientos
- En 1965 fue galardonada con el premio Urriza.[8]